# Mike Albert
Mike Albert (Los Angeles, 28 aprile 1954) è un chitarrista statunitense, noto per essere stato membro del gruppo musicale thrash metal Megadeth dal 1983.

## Biografia
Albert ha iniziato a suonare la chitarra all'età di 9 anni. Ha lasciato il liceo nel suo anno da junior per intraprendere la carriera musicale. Poco dopo,   divenne un insegnante di chitarra professionista. Durante la metà degli anni '70, si unì alla band Ruben and the Jets, prodotta da Frank Zappa. Dopo lo scioglimento, Albert ha continuato a scrivere e ad esibirsi con il leader e cantante della band, Ruben Guevara.
Negli anni successivi, Albert è stato membro e co-leader della versione del tastierista originale Bobby Espinosa del gruppo rock latino El Chicano, con la quale partecipò a dei tour con Santana, Earth, Wind & Fire, Chicago  e Tower of Power.
Nel 1985, il chitarrista Chris Poland lasciò i Megadeth durante il tour di Killing Is My Business... And Business Is Good!.
Il leader del tour e della band Dave Mustaine ha chiesto ad Albert di assumere la posizione di chitarrista solista. Albert's è presente anche in diverse registrazioni bootleg degli spettacoli della band.
Albert ha continuato come musicista di sessione per spot pubblicitari e colonne sonore di film tra cui il film "Hostile Intentions" con Tia Carrere, "Nice Dreams" di Cheech & Chong, oltre a diverse esibizioni dal vivo con il duo comico. La festa di chiusura del film è stata presso la villa di George C. Scott con la band composta da Albert e Don Felder degli Eagles alle chitarre soliste, Tommy Chong alla chitarra ritmica, Cheech Marin e Ruben Guevara alla voce, Bobby Espinosa alle tastiere, e Pancho Sanchez come percussionista. Alla fine degli anni '90, Albert ha fondato la band The Unsung Heroes, esibendosi, tra gli altri, con Ice Cube.
a partire dagli anni duemila, Albert ha lavorato con il violinista e cantante indiano L. Shankar. Hanno lavorato a più progetti insieme.

## Discografia

### Con i Megadeth
- 1985 - Killing Is My Business... And Business Is Good![4]

### Solista[5]
- 1998 - Drive
- 2001 - Crimes of Passion
- 2006 - Hypnotic

### Con gli El Chicano
- 1982 – Groovin
- 1983 – Do You Want Me
- 1984 – Let Me Dance With You
- 1984 – I'm In Love With

### Con i Ruben and the Jets
- For Real! (1973)
- Con Safos (1974)